# Ibrahim Rugova
Ibrahim Rugova (Crnce u općini Istok, 2. prosinca 1944. – Priština, 21. siječnja 2006.) kosovski albanski političar i državnik. Obnašao je dužnost prvog predsjednika Republike Kosovo.
Nakon studija na prištinskom sveučilištu i usavršavanja u Parizu radio je kao profesor književnosti na Sveučilištu u Prištini.
Politički se angažirao krajem 1980-ih kao jedan od kosovskih intelektualaca koji su se usprotivili Miloševićevoj centralizaciji Srbije i ukidanju kosovske pokrajinske autonomije. Osnovao je prvu kosovsku političku stranku Demokratski savez Kosova koju je vodio sve do 2005. i povlačenja zbog brojnih obveza na položaju predsjednika Kosova.
Albanski zastupnici u kosovskoj skupštini, predvođeni Rugovom, donijeli su 2. srpnja 1990. Ustavnu deklaraciju u kojoj se Kosovo proglašava republikom. Tri dana kasnije odlukom Skupštine Srbije parlament Kosova je raspušten, što je kosovske Albance potaklo na stvaranje vlastitih, paralelnih institucija vlasti i uprave, uključujući i cjelokupni obrazovni sustav. Godine 1996. sporazumom Rugove i Slobodana Miloševića pokušalo se normalizirati situaciju u obrazovnom sustavu, ali to se nije dogodilo.
Rugovinu politiku obilježila je strpljivost i zagovaranje mirnog otpora Miloševićevoj vlasti, što mu je donijelo nadimak "Kosovski Gandhi".
Rugova je bio član pregovaračke skupine tijekom srpsko-albanskih pregovora u veljači 1999. u Rambouilletu u Francuskoj. Prvih mjesec i pol dana NATO-vog bombardiranja SRJ proveo je u kućnom pritvoru u Prištini pod nadzorom srpske policije. U tom razdoblju Rugova se pod nejasnim okolnostima susreo s Miloševićem i pred kamerama RTV Srbije tražio prekid bombardiranja, prelazak na političke pregovore i autonomiju Kosova u okviru SRJ. Uz Miloševićevo odobrenje i strano posredovanje, 5. svibnja 1999. je zrakoplovom talijanske vlade prebačen u Rim, a nekoliko dana kasnije s obitelji odlazi u Njemačku i u inozemstvu ostaje do povratka na Kosovo 30. srpnja te godine.
Na općim izborima, 17. studenoga 2001. njegova je stranka osvojila najviše zastupničkih mjesta i pripalo joj je mjesto predsjednika kosovskog parlamenta i predsjednika Kosova. Za predsjednika Kosova Rugova je izabran 4. ožujka 2002. u četvrtom krugu, nakon što su tri vodeće albanske stranke uspjele postići sporazum o izboru predsjednika i premijera. Poslije kosovskih parlamentarnih izbora u listopadu 2004. na kojima je njegova DSK osvojila najviše zastupničkih mandata ponovno je izabran za predsjednika 3. prosinca 2004. s mandatom od tri godine.
Objavio je više knjiga iz književne teorije, povijesti i teorije kritike. Dobitnik je više međunarodnih nagrada i priznanja, među kojima su Nagrada za mir i slobodu za 1995. danske Zaklade PL-Fonden, Nagrada Saharov Europskog parlamenta za 1998, Nagrada za toleranciju za 1999. njemačkog grada Münstera, Priznanja grada New Yorka za predanost u poštovanju načela demokracije, u studenom 2005, a godine 2004. u Antwerpenu je proglašen počasnim Senatorom Europe. Europski senat čine osobe iz nagrađene za doprinos demokraciji, miru, znanosti i području ljudskih prava u Europi. Proglašen je počasnim doktorom Sveučilišta u Tirani 9. rujna 2004. Počasni je građanin Venecije, Milana i Brescie. Umro je u Prištini i prestao je obnašati svoju dužnost predsjednika 21. siječnja 2006. godine pa ga je naslijedio Fatmir Sejdiu.

## Kritike
U svijetu je slovio kao "mirotvorni" političar, političar s mirnim pristupom rješavanja nesuglasica. 
Ali, predbacivano mu je to kako je 1990.-ih držao Miloševićevom režimu Kosovo mirnim, omogućivši srbijanskoj vojsci slobodan angažman u invaziji na Hrvatsku i Bosnu i Hercegovinu.
Kritičari na Kosovu, ali i inozemstvu su mu prigovarali kako mu je albanskost Kosova i Kosovo kao samostalnu jedinicu uopće od potpune propasti spasila NATO-va vojna intervencija (vidi Kosovski rat).
Republici Hrvatskoj se zamjerio 1990.-ih godina, za vrijeme Domovinskog rata u Hrvatskoj, svojim stavom o "dva K", kojim je nastojao pridobiti srbijansku naklonost za svoje zamisli po svaku cijenu. Naime, stavom o "dva K" se zalagao za isti status tzv. "Krajine" i Kosova.  